# Kościół Franciszkanów w Przemyślu
Kościół św. Marii Magdaleny i Matki Bożej Niepokalanej i przylegający do niego klasztor franciszkanów – kompleks sakralny znajdujący się w Przemyślu przy ulicy Franciszkańskiej.

## Historia

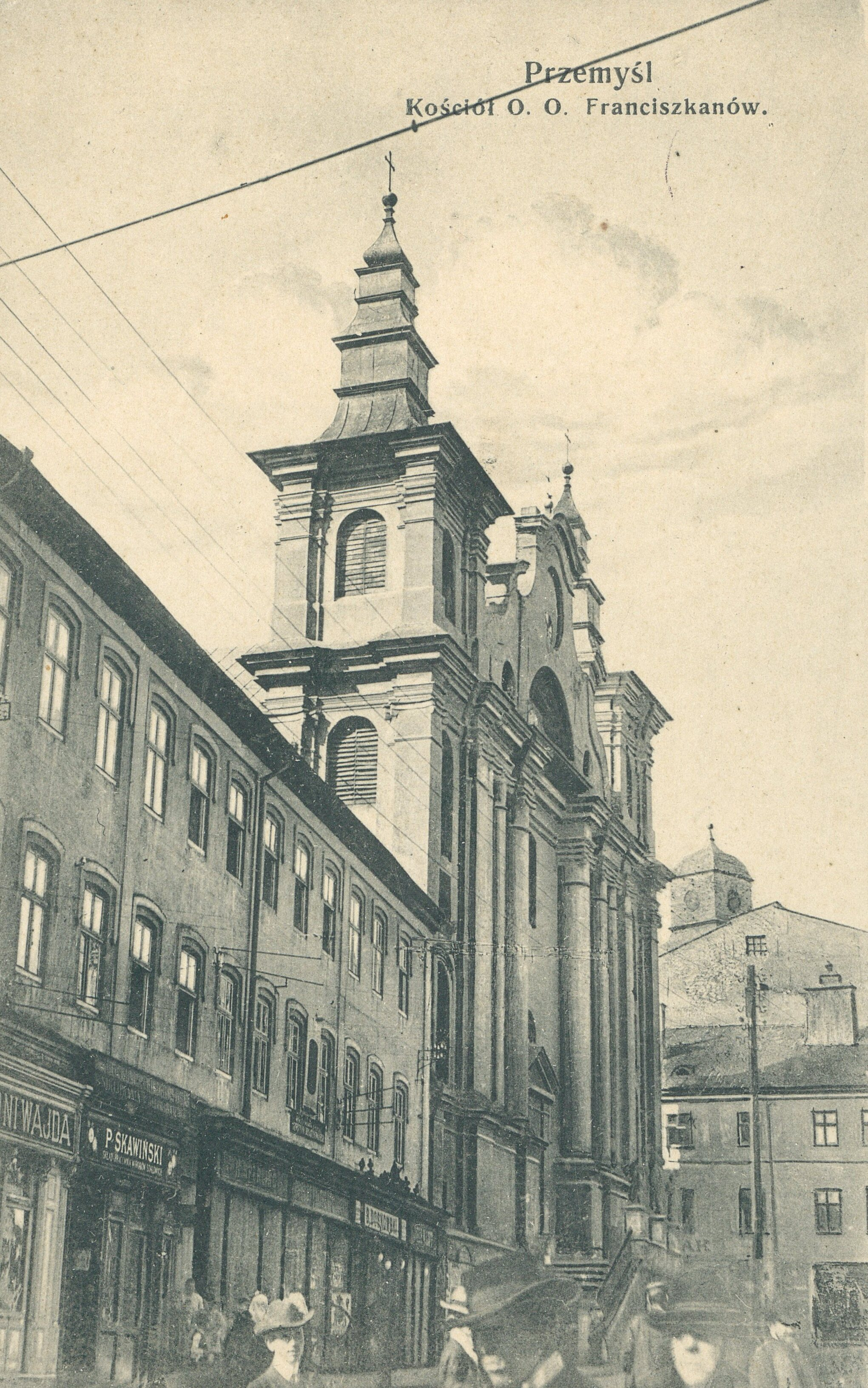
Kościół w 1908

Według tradycji pierwsi franciszkanie pojawili się w Przemyślu w 1237. Użytkowali oni nieistniejący kościół św. Piotra przy ul. Katedralnej. Pierwszą własną świątynię zakon wzniósł w 1378, którą poświęcił franciszkanin biskup Eryk de Winsen. W 1638 została w znacznym stopniu zniszczona przez pożar. Odbudowa trwała do 1658, w nowym kształcie kościół przetrwał do poł. XVIII wieku, kiedy zdecydowano o rozbiórce i budowie nowej świątyni, która istnieje do dziś. Budowę trwającą 24 lata (1754–1778), wspierali hojnie biskup przemyski i lwowski Wacław Hieronim Sierakowski oraz wojewoda kijowski Franciszek Salezy Potocki. Kościół konsekrował biskup Józef Tadeusz Kierski w dniu 19 lipca 1778. W 1864 w kościele wybuchł pożar, w wyniku którego dokonano obniżenia dachu, usunięto sygnaturkę, przemurowano fasadę i zmniejszono wieże. Kolejne prace remontowe i konserwatorskie prowadzone były w latach 1918–1930 oraz 1974–1987. 
Do początku lat 30. XX wieku klasztor przemyski (tak jak inne franciszkańskie konwenty na Podkarpaciu) podlegał prowincji we Lwowie, a następnie został podporządkowany prowincji w Krakowie.

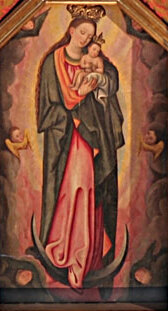
Cudowny Obraz Matki Bożej Niepokalanej

## Fasada
Przed fasadą znajdują się trzy rzeźby przypisywane lwowskiemu artyście Fabianowi Fesingerowi z II poł. XVIII wieku (swego czasu Tadeusz Mańkowski przypisywał ich Sebastianowi Fesingerowi). Przedstawiają one Najświętszą Maryję Pannę Niepokalanego Poczęcia oraz po bokach bł. Jana Dunsa Szkota i św. Idziego. Na górnej części fasady znajduje się polichromia Koronacja Matki Bożej. Pod nią napis w języku łacińskim Domine De Tuis Donis Oferimus Tibi („Panie z Twoich darów ofiarujemy Tobie”). Nad wejściem do kościoła znajduje się malowidło przedstawiające gołębicę (symbol Ducha Świętego) oraz napis In Honorem B. Mariae Immaculatae („Na cześć Niepokalanej”). W lewej części fasady umieszczono wizerunki bł. Jakub Strzemię oraz Jana z Bytomia. W prawej części biskupa przemyskiego Eryka de Winsen oraz bł. Bonawentury z Potenzy.

## Wnętrze

### Prezbiterium
Ołtarz główny zaprojektowany został przez lwowskiego architekta i rzeźbiarza Piotra Polejowskiego. Centralnym elementem ołtarza jest cudowny obraz Matki Bożej Niepokalanej z przełomu XVI/XVII wieku. Nad nim umieszczono obraz Śmierć św. Marii Magdaleny. W ołtarzu znajdują 4 duże rokokowe rzeźby wykonane przez 
: św. Piotra, św. Pawła, bł. Jana Dunsa Szkota i bł. Idziego z Asyżu} oraz figury kobiece, alegorie Wiary i Nadziei. W bocznych ścianach ołtarza głównego wiszą obrazy przedstawiające modlitwę św. Franciszka (prawa strona) oraz bł. Jakub Strzemię Adorujący Najświętszy Sakrament (lewa strona). W prezbiterium znajdują się portrety głównych darczyńców budowy kościoła: abp Wacława Hieronima Sierakowskiego (1775) oraz Sebastiana i Wawrzyńca Morskich (1778), a także obraz z wizerunkiem biskupa Eryka de Winsen (1775).

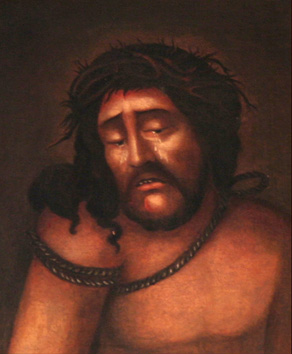
Obraz Chrystusa Miłosiernego - XVI/XVII wiek

### Nawa Główna
W nawie głównej znajdują się dwa ołtarze: św. Antoniego i św. Franciszka. Po lewej stronie widoczna ambona (1778), dłuta Piotra Polejowskiego, z figurą stojącego na globusie św. Franciszka, wygłaszającego kazanie do ptaków i płasko rzeźbioną sceną kazania św. Franciszka do ryb.

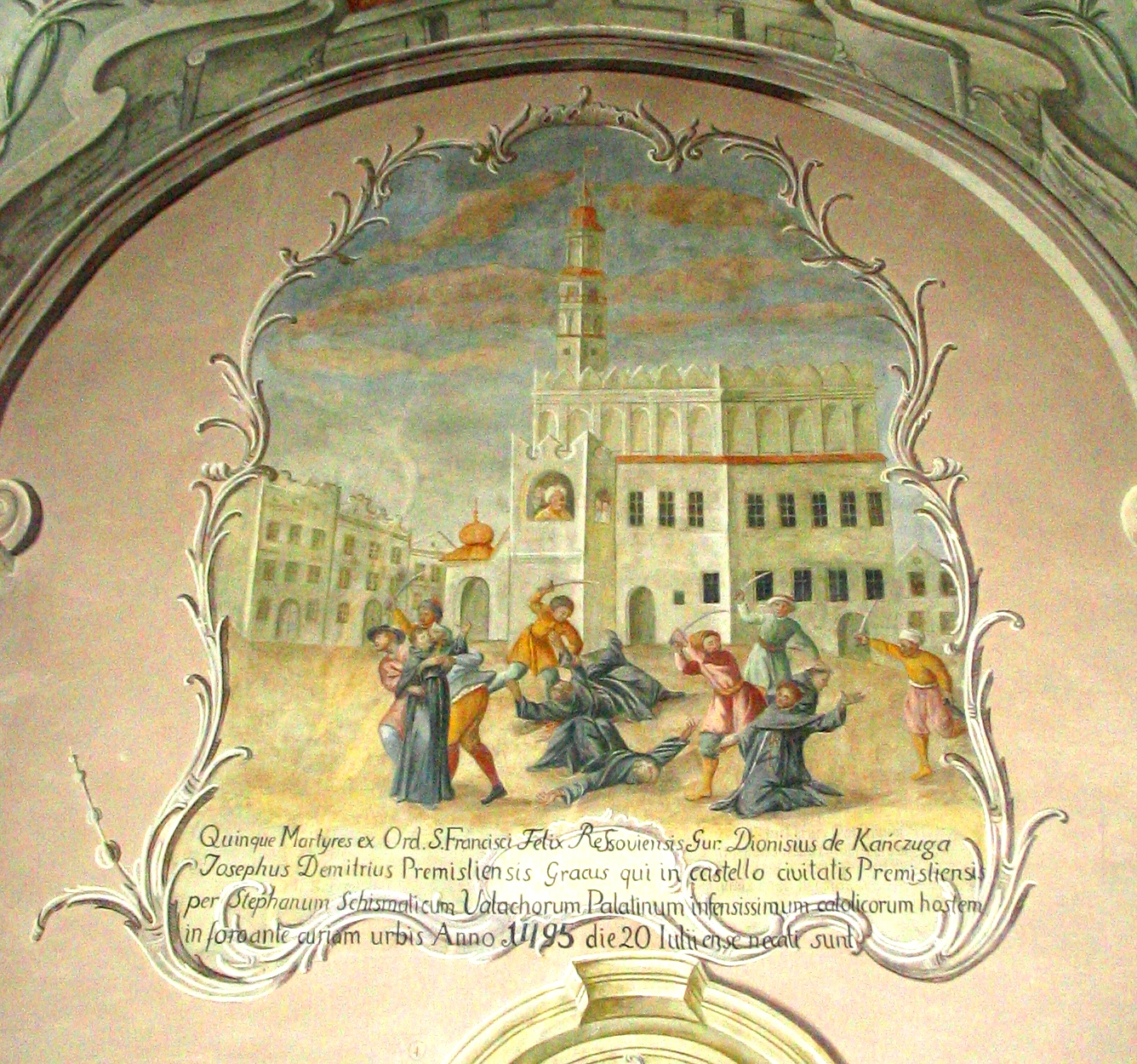
Śmierć zakonników franciszkańskich na rynku w Przemyślu w roku 1498

### Nawa Prawa
W nawie tej znajduje się kaplica Pana Jezusa Miłosiernego, którą zbudowano w 1911 w miejscu, gdzie znajdował się magazyn sprzętów kościelnych. Pracami kierował architekt przemyski Stanisław Majerski. Ołtarz ten z konsekrował 4 lutego 1912 biskup sufragan przemyski Karol Józef Fischer. W kaplicy umieszczono XVII wieczny (lub starszy) obraz Chrystusa Miłosiernego. Na filarach znajdują się także ołtarze św. Walentego i bł. Jakuba Strzemię. W tylnej części nawy fresk przedstawiający śmierć zakonników franciszkańskich w rąk żołnierzy Stefana III Wielkiego hospodara mołdawskiego w roku 1498.

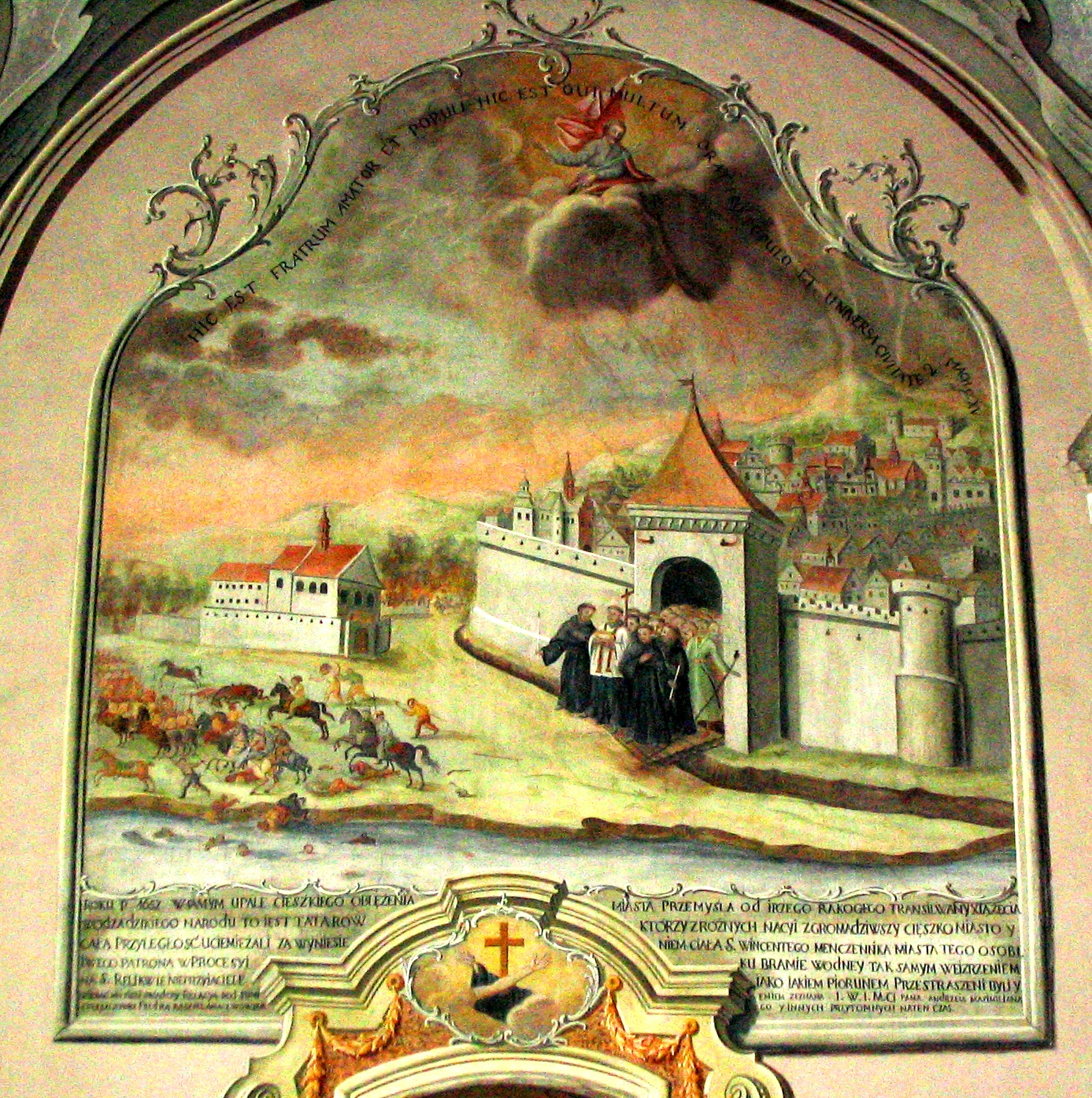
Oblężenie miasta przez wojska Jerzego II Rakoczego w 1657 i procesja z relikwiami św. Wincentego

### Nawa Lewa
W nawie tej znajdują się ołtarze św. Maksymiliana Kolbego nad którym umieszczono obraz Matki Bożej Nieustającej Pomocy w otoczeniu rokokowych figur aniołów. Na filarach widoczne są ołtarze św. Wincentego i Przemienienia Pańskiego. W bocznej ścianie fresk przedstawiający przekazanie obrazu Chrystusa Miłosiernego (z prawej nawy) do kościoła przez Augustyna Ulińskiego w 1770 roku. W tylnej części fresk przedstawiający oblężenie miasta przez wojska Jerzego II Rakoczego w 1657 i cudowne ocalenie za wstawiennictwem św. Wincentego.

### Chór i organy
W chórze rokokowe rzeźby: Dawida grającego na harfie oraz aniołów z różnymi instrumentami. Znajdują się tam organy z drugiej poł. XVIII wieku, początkowo posiadające trakturę mechaniczną oraz wyposażone w 14 głosów, obsługiwanych przez jeden manuał. W 1928 zostały rozbudowane poprzez skompletowanie starych głosów, dobudowanie trzech nowych głosów, rozbudowanie kontuaru do dwóch manuałów z pedałem oraz umieszczenie silnika elektrycznego z dmuchawą i nowego miecha. Instrument po rozbudowie posiadał dwa 17 głosowe manuały. W 1949 dokonano gruntownej przebudowy: rozdzielono szafę organową na dwie części a kontuar umieszczono na środku chóru, zmieniono trakturę instrumentu z mechanicznej na elektropneumatyczną, dobudowano 7 nowych głosów (łącznie 24).

### Zakrystia
W zakrystii na sklepieniu fresk Zesłanie Ducha Świętego, na ścianach: św. Franciszkek głoszący kazanie przed papieżem, Zapalenie serc śś. Fraciszka i Klary ogniem Miłości Bożej, Zapalenie serc śś. Fraciszka i Dominika ogniem Miłości Bożej, św. Antoni z Malaspino, św. Józef z Kupertynu, bł. Salomea, św. Kinga.

### Polichromie
Na sklepieniach można zobaczyć liczne freski: Zwiastowanie NMP, Bóg Ojciec, Oko Opatrzności, Chóry aniołów, Adoracja rzeszy świętych, Ecce Homo, św. Franciszek na tronie Lucyfera, Adoracja Krzyża, Wizja św. Antoniego Padewskiego, Święci franciszkańscy, Wniebowzięcie Matki Bożej, Cud św. Antoniego, Kazanie św. Antoniego.
Przy dekoracji malarskiej kościoła współpracowali mistrz Stanisław Stroiński oraz jego współpracownik Tomasz Gertner.

## Relikwie św Wincentego
Relikwie św. Wincentego trafiły do kościoła w XVI wieku. Według podania za jego przyczyną Jerzy II Rakoczy odstąpił od oblężenia miasta w 1657, co przedstawia fresk w lewej nawie. W ostatnią niedzielę sierpnia Franciszkanie odprawiają uroczystą liturgię, po której wraz z mieszkańcami wychodzą na ulice miasta niosąc jego relikwie. Urząd Miasta organizuje w tym czasie tzw. Wincentiadę - święto patrona miasta.

## Zakonnicy
Niekompletna lista gwardianów konwentu (klasztoru) franciszkanów w Przemyślu:
- o. Bruno Stawicki (do ok. 1829)[7]
- o. Ambroży Zamborski (prezydujący, od ok. 1829 do ok. 1831)[8][9]
- o. Franciszek Błeszyński (od ok. 1831 do ok. 1835)[10][11][12][13]
- o. Hieronim Głód (komisarz od ok. 1835[14][15], gwardian od ok. 1837 do ok. 1838[16])
- o. Stefan Koncowicz (komisarz od ok. 1838[17], gwardian od ok. 1839 do ok. 1840[18])
- o. Honorat Warnicki (od ok. 1840 do ok. 1841)[19]
- o. Wawrzyniec Ferentsak (od ok. 1841 do ok. 1843/1844)[20]
- o. Innocenty Nycz (od ok. 1843/1844)[21][22]
- gwardian wakat, Marcin Czerwiński (prezydent konwentu ok. 1853)[23]
- gwardian wakat, o. Florentyn Głowiński[24] (prezydent konwentu ok. 1855-1857)[25][26], komisarz od ok. 1857 do ok. 1861[27][28][29][30][31][32][33][34])
- o. Benigny Antałkiewicz (od ok. 1861 do ok. 1869)[35][36][37][38][39][40][41][42][43][44][45][46]
- o. Wincenty Filar (od ok. 1869 do ok. 1871)[47][48]
- o. Grzegorz Parski (od ok. 1871 do ok. 1873)[49][50]
- o. Florentyn Głowiński (komisarz od ok. 1873 do ok. 1878)[51][52][53][54][55][56][57][58][59]
- o. Bronisław Kuś[60] (od ok. 1878 do ok. 1883)[61][62][63][64][65][66][67][68][69][70]
- o. Marcin Czerwiński (od ok. 1883 do ok. 1885)[71][72][73][74]
- o. Franciszek Ksawery Szymczykiewicz[75] (od ok. 1885 do ok. 1886)[76][77]
- o. Kamil Matejkiewicz (od ok. 1886 do 1892)[78][79][80][81][82][83][84][85][86][87][88][89][90]
- o. Benigny Chmura (od 1892 do 1899)[91][92][93][94][95][96][97][98][99][100][101][102][103][104][105][106][107][108]
- o. Ferdynand Świerczyński (od 1899 do ok. 1902)[109][110][111][112][113][114][115]
- o. Jan Warchał[116] (od 1902 do ok. 1903)[117][118]ALOJZY WARCHAŁ[119]
- o. Kazimierz Siemaszkiewicz[120] (od ok. 1903 do ok. 1904)[121][122]
- o. Wacław Niewodowski (od 1904 do ok. 1905)[123][124][125]
- o. Joachim Ruszel (od ok. 1905 do ok. 1908)[126][127][128][129][130][131]
- o. Paweł Pelczar (od ok. 1908 do ok. 1911)[132][133][134][135][136][137]
- o. Ferdynand Świerczyński (od ok. 1911)[138][139][140][141][142][143][144][145][146][147][148]
- o. Egidiusz Domnrazek (lata 20.)[149]
- o. Ferdynand Świerczyński (2 poł. lat 20.)[150][151][152]
- o. Wincenty Boruń (pocz. lat 30)[2]
- o. Klemens Żyłka (poł. lat 30.)[3][153]
- o. Norbert Uljasz (2 poł. lat 30.)[154]
- o. Andrzej Deptuch (od 1959 do 1960)[155]
- o. Zbigniew Kubit (od 2016)[156][157]

## Galeria

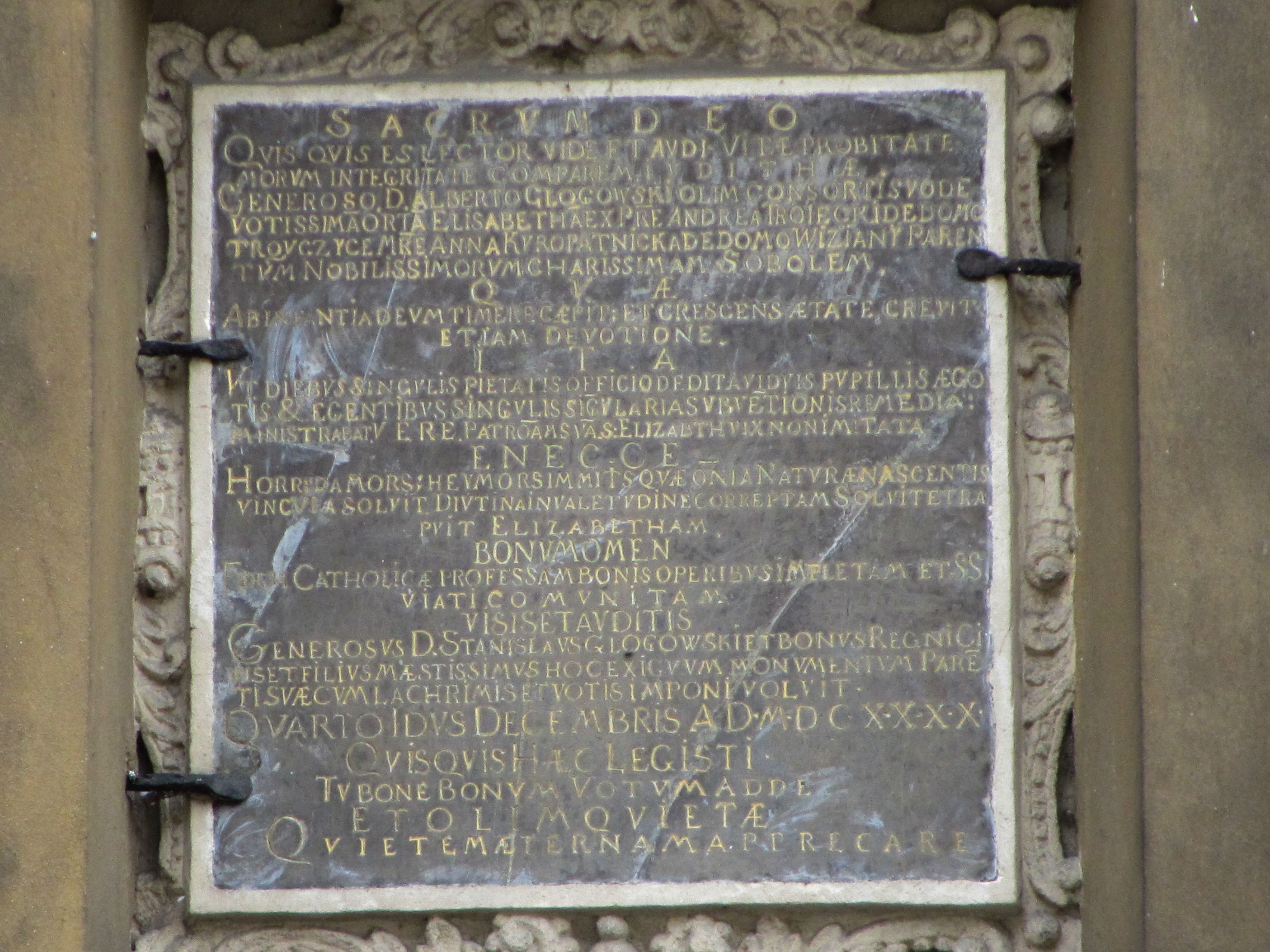
Tablica fundacyjna z roku 1640 w zewnętrznej ścianie kościoła
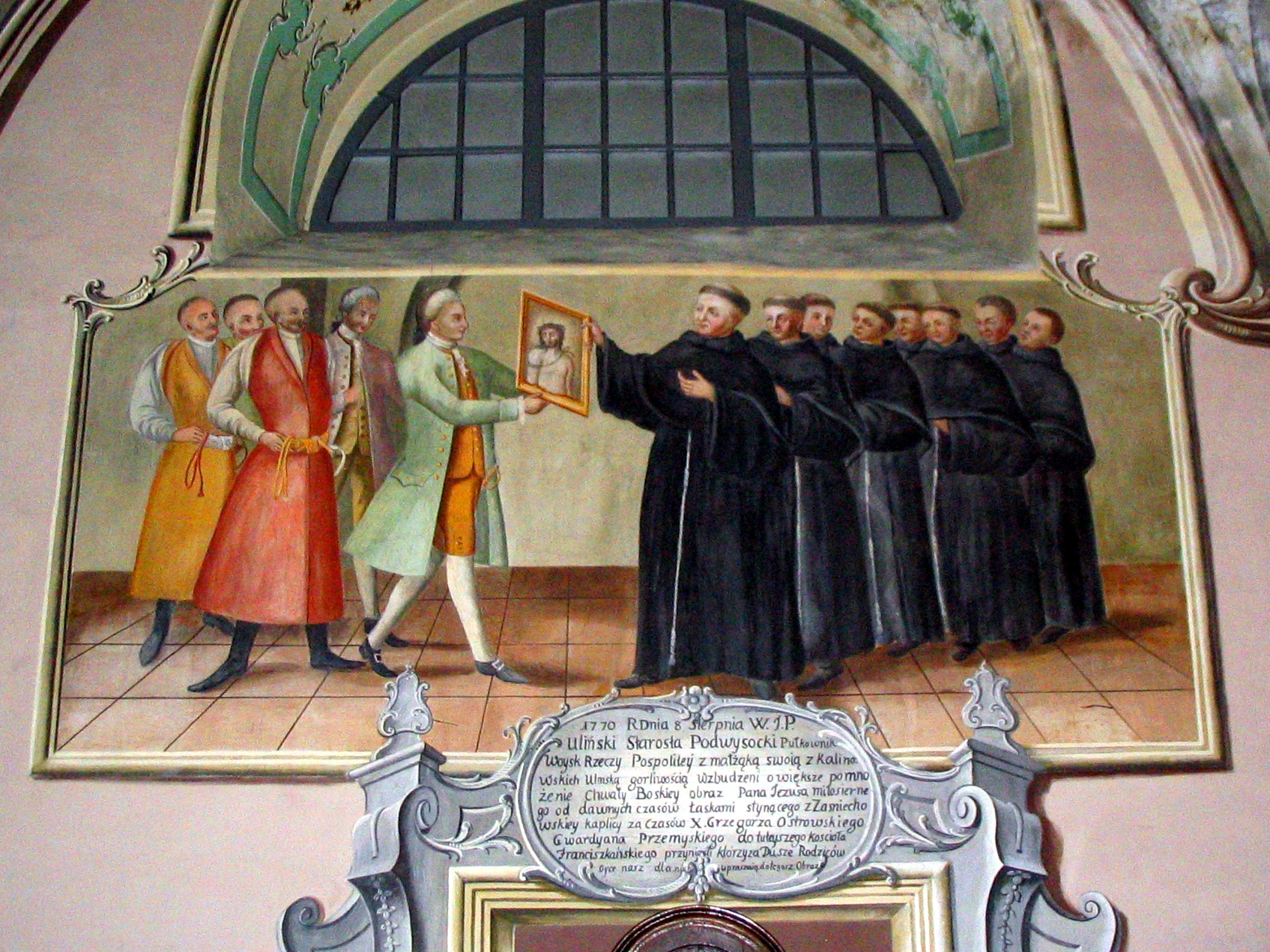
Przekazanie obrazu Chrystusa Miłosiernego w 1770

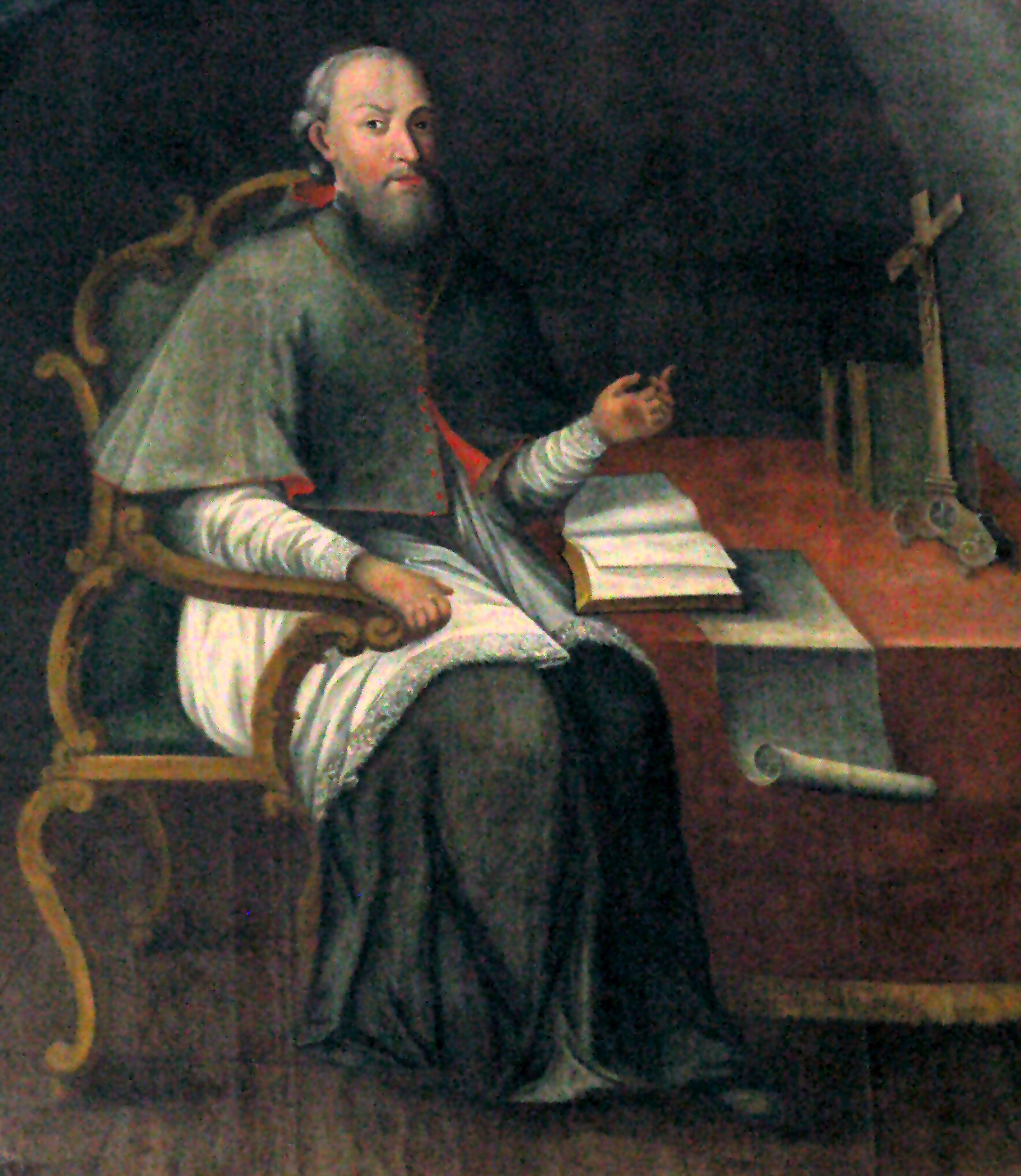
Wizerunek biskupa Eryka z Winsen w prezbiterium
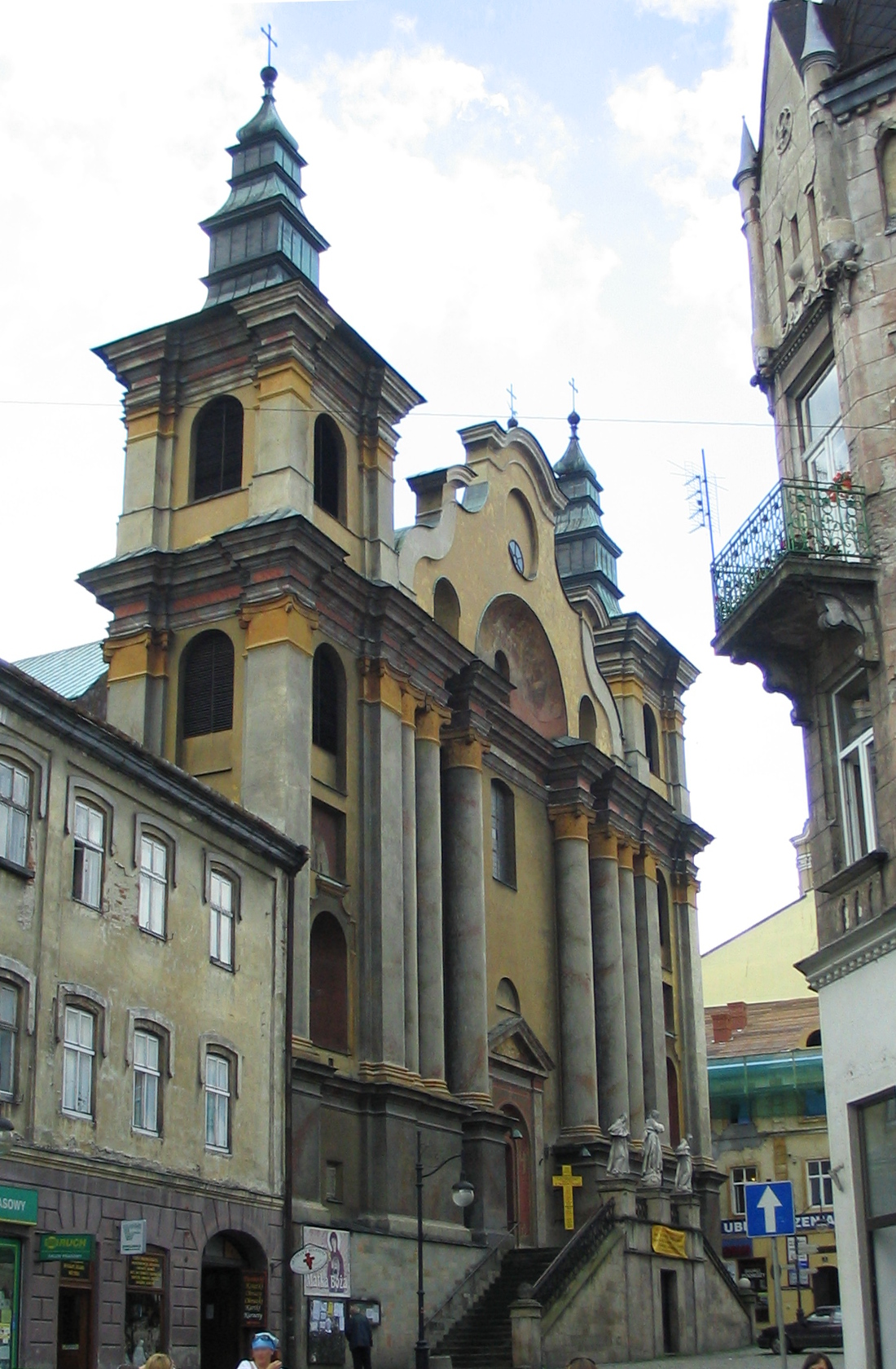
Widok z ulicy Franciszkańskiej
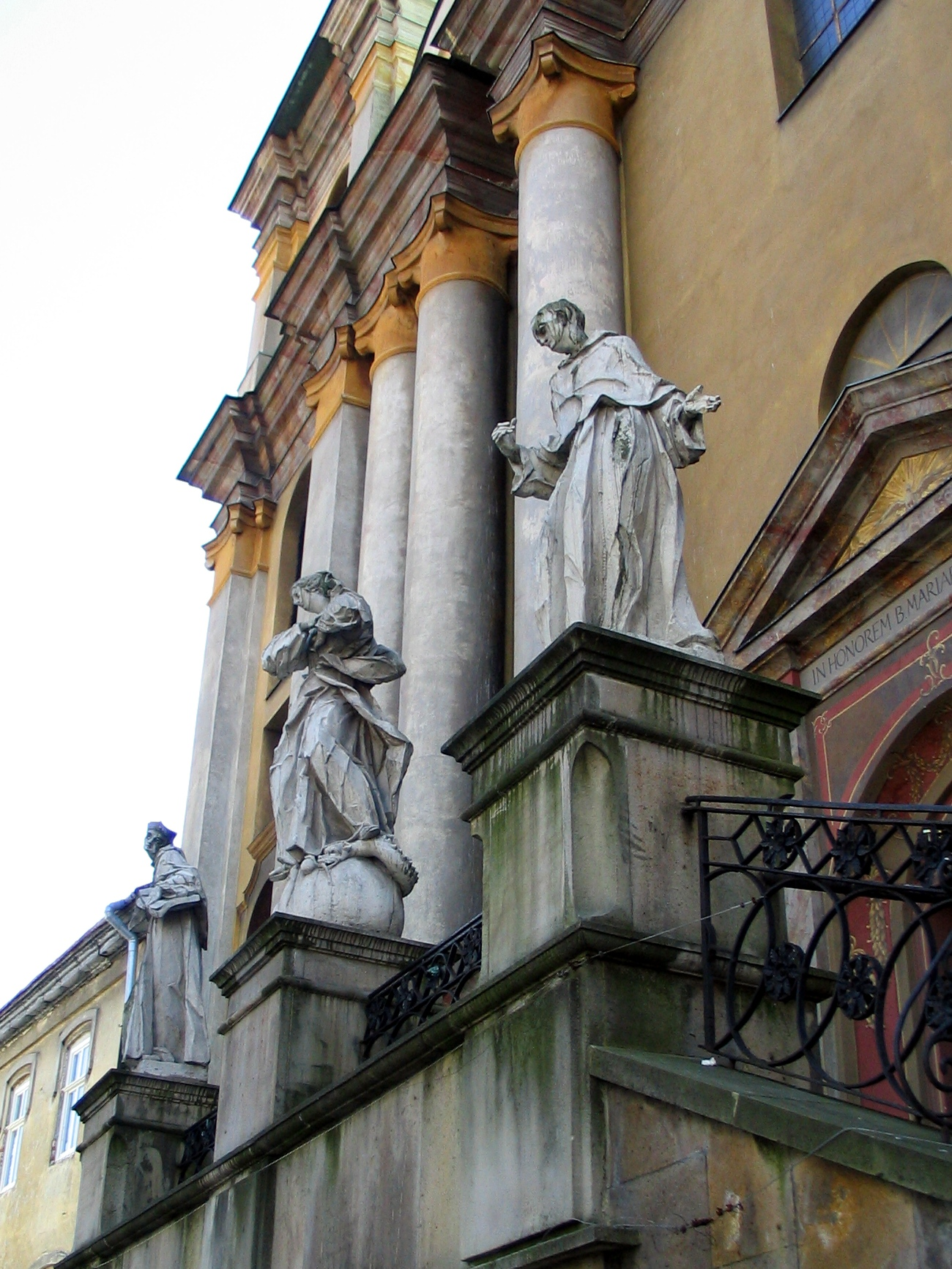
Rzeźby Fesingera przed wejściem do kościoła
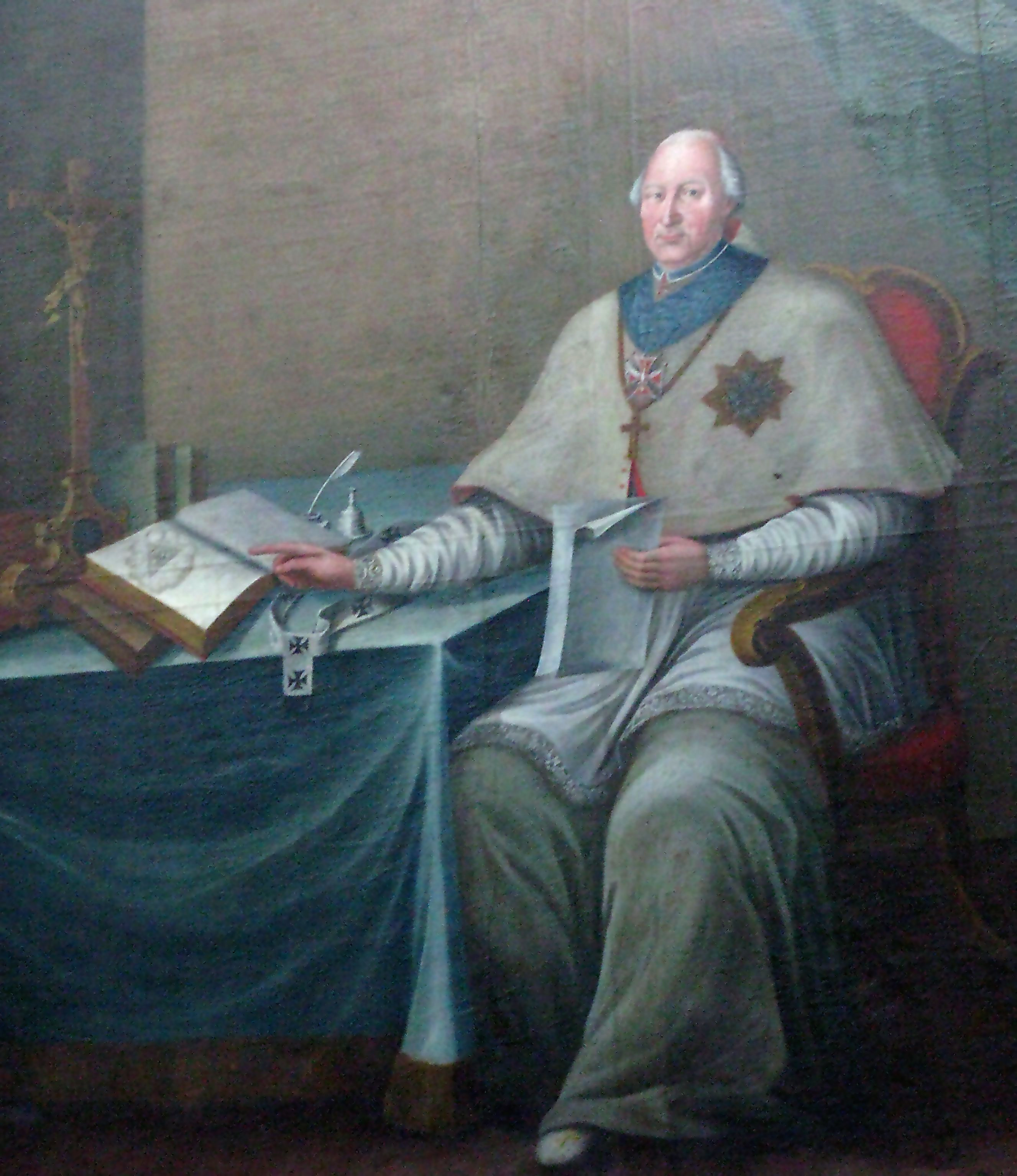
Biskup Sierakowski portret w prezbiterium